# Brachyiulus byzantinus
Brachyiulus byzantinus är en mångfotingart som beskrevs av Karl Wilhelm Verhoeff 1901. Brachyiulus byzantinus ingår i släktet Brachyiulus och familjen kejsardubbelfotingar. Utöver nominatformen finns också underarten B. b. claviger.